# AquaZoo Leeuwarden
AquaZoo Leeuwarden is een dierentuin gelegen ten oosten van Leeuwarden in het recreatiegebied De Groene Ster in de provincie Friesland. Het is onderdeel van Libéma.
AquaZoo Leeuwarden is een dierentuin waar voornamelijk dieren te zien zijn die in en/of in de buurt van water leven.

## Geschiedenis
In 1994 werd door Stichting Otterstation Nederland het Otterpark Aqualutra (de Latijnse naam voor otter is "Lutra") opgericht. Het werd gevestigd op het terrein van het vroegere Leeuwarder openluchtzwembad Kleine Wielen en de restanten van dat zwembad werden geïntegreerd in het toenmalige park. Het thema van het Otterpark was het Nederlandse zoetwatermilieu, daarom waren er naast de otter ook vele andere planten en dieren in het Otterpark te zien. Het park draaide echter verlies en werd in 2000 failliet verklaard, dit werd echter twee weken later nietig verklaard. In 2001 werd het verkocht aan exploitatiemaatschappij Libéma. De nieuwe eigenaar wilde het park uit laten groeien tot Dierenpark Friesland. In het park moesten dieren te zien zijn die op dat moment of in het verleden in de provincie leven of geleefd hebben. Eind 2002 werd het park toch doorverkocht aan Zodiac Zoos. Deze was ook eigenaar van Dierenpark Wissel en Zoo Parc Overloon.
Na een grote metamorfose werd het park op 1 januari 2003 geopend onder de nieuwe naam Aqua Zoo Friesland.
Op 26 januari 2015 werd Zodiac Zoos failliet verklaard, waarmee het voortbestaan van AquaZoo Leeuwarden onzeker was geworden. Op 18 februari werd bekend gemaakt dat Libéma de drie dierentuinen van Zodiac Zoos, waaronder AquaZoo, heeft overgenomen. Libéma wil in de eerste jaren na de overname 1,25 miljoen euro investeren in het Park. In 2017 behaalde het park een bezoekersrecord door 155.000 bezoekers te verwelkomen. In 2019 is de naam veranderd naar AquaZoo Leeuwarden.

## Omschrijving
AquaZoo Leeuwarden is een groene en waterrijke dierentuin. In het hele park zijn beekjes en vijvers te vinden waarin onder andere Canadese bevers, Zuid-Amerikaanse tapirs en gewone zeehonden een duik kunnen nemen. Het park heeft meerdere doorloopverblijven met bijvoorbeeld pinguïns, lemuren of kangoeroes. Voor kinderen zijn er langs de hele route avonturenpaadjes te vinden en bij de horecapunten is een speeltuin. Een van de grote waterplassen in het park is een roeivijver, hier kunnen bezoekers vrij roeien langs onder andere de flamingo's. Dagelijks zijn er ook educatieve presentaties bij o.a. de wasberen, rode panda's, ijsberen en tijgers.
In 2021 is men begonnen om de dierentuin opnieuw in te delen door middel van themagebieden. Deze gebieden zullen ingericht worden op basis van verschillende werelddelen. 

### Amoer
Het Amoergebied is het Aziatische gebied van AquaZoo Leeuwarden en is gebaseerd op de gelijknamige rivier de Amoer. In het gebied zijn verblijven voor de Amoertijgers, Pater Davidsherten en rode panda's. In de toekomst zal dit gebied nog verder uitgebreid worden.

### Churchill
Het Churchillgebied is het Noord-Amerikaanse gebied van AquaZoo Leeuwarden en is gebaseerd op de gelijknamige rivier Churchill. In het gebied zijn verblijven voor o.a. ijsberen, wasberen, bevers, boomstekelvarkens en zeearenden. In het gebied wordt door middel van educatie aandacht besteed aan klimaatverandering.

### Wadden
Het Waddengebied is het Europese gebied van AquaZoo Leeuwarden en is gebaseerd op de Waddenzee. Het gebied bestaat uit een deel van de binnenruimte met daarin aquaria voor o.a. verschillende soorten platvissen, hondshaaien en krabben. In het gebied wordt door middel van educatie aandacht besteed aan de biodiversiteit in het lokale Waddengebied. In de toekomst zal er naast de Binnenruimte een Waddenvolière gerealiseerd worden.

### Binnenruimte met dieren in en rondom water
Deze binnenruimte is de overdekte ruimte van het park. Hier zijn vooral aquaria, terraria en paludaria te vinden voor allerlei soorten zoals o.a. de roodbuikpiranha's, blauwe pijlgifkikkers, Braziliaans zeepaardjes en groene leguanen. Ook bevinden zich hier het verblijf van de nijlkrokodillen en het binnenverblijf van de reuzenotters.

## Ontwikkeling
Hieronder de ontwikkelingen van het park sinds de opening in 2003:
- 2003 - Het voormalig fokcentrum voor otters is omgebouwd tot het carnivorum, waarin verblijven zijn gemaakt voor kleine carnivoren zoals de Europese otter, rode neusbeer, ocelot en beermarter (allemaal niet meer aanwezig). Andere nieuwe diersoorten zijn humboldt pinguïns, jufferkraanvogel (niet meer aanwezig), kroeskoppelikaan, capibara, emoe (niet meer aanwezig), wasbeerhond (niet meer aanwezig), Chinese muntjak (niet meer aanwezig), zwart-witte vari (niet meer aanwezig) en Zuid-Amerikaanse zeebeer (niet meer aanwezig).
- 2004 - Nieuwe diersoorten zijn rendieren en kalkoengieren (beide niet meer aanwezig). Nieuw in het Naturama, de binnenruimte van het park, zijn toepaja's en bladsnijdermieren (beide niet meer aanwezig).
- 2005 - Nieuwe diersoort is de gewone zeehond. In het Naturama zijn de breedvoorhoofdkrokodillen nieuw (niet meer aanwezig).
- 2006 - Het lemureneiland is gerealiseerd. Op het eiland kunnen bezoekers tussen de nieuwe ringstaartmaki's en de zwart-witte vari's (niet meer aanwezig) wandelen.
- 2007 -  Er zijn twee nieuwe apeneilanden gerealiseerd. Het ene eiland is voor de nieuwe witgezichtsaki's en het andere is voor doodshoofdaapjes (niet meer aanwezig). In het Naturama zijn bettongs, muismaki's, wilde cavia's en vliegende buidelmuizen toegevoegd (allemaal niet meer aanwezig).
- 2008 - Het kangoeroe-eiland is gerealiseerd. Op het eiland kunnen bezoekers tussen de nieuwe grijze reuzenkangoeroe's (niet meer aanwezig) en moeraswallaby's en parma-wallaby's (niet meer aanwezig) wandelen. In een afgesloten verblijf op het eiland zijn de zwarte zwanen en emoe's (beide niet meer aanwezig) te vinden. Het Naturama is uitgebreid met een verblijf voor lansneusvleermuizen (niet meer aanwezig).
- 2009 - Er is een nieuw verblijf gerealiseerd voor de nieuwe Zuid-Amerikaanse tapir en capibara's.
- 2010 - Nieuwe diersoort is de rode brulaap (niet meer aanwezig). Ze zijn bij de witgezichtsaki's op het eiland geïntroduceerd.
- 2011 - Het Naturama is uitgebreid met het doorloopgebied 'Amazona'. In dit gebied zijn dieren te vinden uit de Zuid-Amerikaanse jungle zoals de witgezichtoeistiti (niet meer aanwezig), azara's agoeti en trompetvogel (niet meer aanwezig). Verder hebben de zeehonden een nieuw verblijf gekregen met onderwaterzicht.
- 2012 - Nieuwe diersoorten in het Naturama: de fennek en doeroecoeli (beide niet meer aanwezig).
- 2013 - In het Naturama is de Griezelgrot gerealiseerd. Hier zijn o.a. bruine ratten, rode rattenslangen en roodknievogelspinnen te vinden (allemaal niet meer aanwezig).
- 2014 - Nieuwe diersoort is de kirks dikdik (niet meer aanwezig).
- 2015 - In het voormalig beververblijf zitten nu beverratten (niet meer aanwezig). Uit het gesloten dierenpark Wissel kwamen o.a. gestreepte stinkdieren (niet meer aanwezig), zij zitten nu samen met de wasberen. Het doorloopgebied 'Amazona' is verbouwd tot binnenverblijf voor de nieuwe reuzenotters. De gewone zeehonden hebben een nieuw verblijf gekregen van ruim 1 hectare. In de voormalige gierenvolière zijn nu watervogels te vinden waaronder heilige ibissen (niet meer aanwezig) en hamerkoppen. De Griezelgrot is veranderd in een Vissengrot met o.a. kardinaaltetra's (niet meer aanwezig).
- 2016: Een van de vijvers in het park is het verblijf geworden voor de nieuwe Californische zeeleeuwen (niet meer aanwezig). Op het voormalig witgezichtsaki en rode brulapen eiland leeft nu een paartje gibbons. De Afrikaanse pinguïns (niet meer aanwezig) zijn na een aantal jaar afwezigheid weer terug. In AquaZoo Binnendoar (voorheen Naturama) zijn nu zwarte pacu's en zoetwaterpauwoogroggen te vinden. Op de plek van het carnivorum is een verblijf gerealiseerd voor ijsberen.
- 2017 - Nieuwe diersoorten zijn vliegende stoombooteenden, geelborstkapucijnapen en nijlkrokodillen. Voor die laatste is in AquaZoo Binnendoar een nieuw verblijf gerealiseerd.
- 2018 - Op het kangoeroe-eiland is een nieuwe diersoort te vinden: de tammarwallaby.
- 2019 - Nieuwe diersoorten zijn de Chileense poedoe (niet meer aanwezig) en tweevingerige luiaard. Voor een aantal al aanwezige vogelsoorten is een nieuwe volière gerealiseerd van ruim 1500 m². Hierin zijn o.a. kroeskoppelikanen, witnekkraanvogels en Europese kwakken te vinden.
- 2020 - Van het gesloten waddenbelevingscentrum de Noordhoren in Holwerd zijn twee aquaria overgenomen. Het zijn een waddenaquarium van ruim 10.000 liter en een eb en vloed aquarium van 500 liter. In het zeeaquarium leven o.a. de puitaal (niet meer aanwezig), zeedonderpad en schol (opent medio 2023).
- 2021 - De vissengrot is verbouwd tot een ruimte met verschillende aquaria, terraria en paludaria. Hier zijn nu o.a. axolotls, balearenpadden, blauwe vaandeldragers (niet meer aanwezig) en paarse vampierkrabben te vinden. Op het lemureneiland leven nu ook gordelvari's.
- 2022 - Nieuwe diersoort bij de Humboldt pinguïns zijn reuzenbooteenden (niet meer aanwezig). In de binnenruimte (voorheen Binnendoar) is een nieuw aquarium voor o.a. Braziliaanse zeepaardjes. Het nieuwe Amoergebied is geopend met hierin verblijven voor Amoertijgers en Pater Davidsherten.
- 2023 - In de pelikanenvolière is de Chinese zaagbek nieuw. In de binnenruimte is het Waddengebied geopend. Hier zijn in verschillende aquaria dieren te zien die voorkomen in de Waddenzee, zoals platvissen en hondshaaien.
- 2024 - Het nieuwe Churchillgebied is geopend, waarvan de naam verwijst naar de Churchill Rivier in Canada. In dit gebied zijn Noord-Amerikaanse dieren, zoals o.a. de ijsbeer, wasbeer, Canadese bever en zeearend te zien.
- 2025 - Op de plek van het oude wasberenverblijf is een nieuwe (water)speeltuin genaamd 'Spelen bij de beek' geopend. De rode panda's hebben een nieuw verblijf gekregen in het Amoergebied. Het Waddengebied wordt uitgebreid met een Waddenvolière.
- 2026 - De horeca krijgt een complete make-over met nieuw meubilair, nieuwe menukaart en bestelzuilen.

## Bezoekersaantallen
| 2015   | 2016    | 2017    | 2018    | 2019    | 2020    | 2021    | 2022    | 2023    | 2024    |
| ------ | ------- | ------- | ------- | ------- | ------- | ------- | ------- | ------- | ------- |
| 85.000 | 130.000 | 155.000 | 155.000 | 150.000 | 100.000 | 136.000 | 170.000 | 175.000 | 180.000 |

## Diersoorten
De volgende diersoorten zijn anno 2025 in het park te vinden:

### Zoogdieren
- Bruinbehaard gordeldier
- Reuzenotter
- Azara's agoeti
- Witgezichtsaki
- Tweevingerige luiaard
- Canadese bever
- Noord-Amerikaans boomstekelvarken
- Wasbeer
- IJsbeer
- Zuid-Amerikaanse tapir
- Capibara
- Gewone zeehond
- Gibbon
- Geelborstkapucijnaap
- Ringstaartmaki
- Gordelvari
- Rode panda
- Aziatische kleinklauwotter
- Vicuña
- Moeraswallaby
- Tammarwallaby
- Rode reuzenkangoeroe
- Pater Davidshert
- Amoertijger

### Vogels
- Dwergflamingo
- Amerikaanse zeearend
- Raaf
- Chinese kraanvogel
- Zwarthalszwaan
- Nandoe
- Hybride flamingo
- Roze pelikaan
- Kroeskoppelikaan
- Kwak
- Kleine zilverreiger
- Witnekkraanvogel
- Chinese zaagbek
- Baers witoogeend
- Mandarijneend
- Humboldt pinguïn
- Vliegende booteend

### Reptielen
- Groene leguaan
- Nijlkrokodil
- Kolenbranderschildpad
- Geelwangschildpad
- Lettersierschildpad
- Europese moerasschildpad

### Vissen
- Madagaskar tandkarper
- Braziliaans zeepaardje
- Vossenkopvis
- Pincetvis
- Citroenlipvis
- Gestreepte rotsspringer
- Zwarte pacu
- Pauwoogzoetwaterrog
- Zeilvin pleco
- Roodbuikpiranha
- Blauwe cichlide
- Gele cichlide
- Schol
- Bot
- Tong
- Gewone slijmvis
- Hondshaai
- Zeeforel
- Amerikaanse lepelsteur
- Atlantische steur
- Regenboogforel
- Graskarper
- Karper
- Koi

### Amfibieën
- Blauwe pijlgifkikker
- Gouden pijlgifkikker
- Balearenpad
- Portugese vuursalamander
- Axolotl

### Ongewervelden
- Vampierkrab
- Puntslak
- Citroengarnaal
- Smaragdkrab
- Pacifische poetsgarnaal
- Heremietkreeft
- Zeester
- Koralen
- Sponzen
- Strandkrab
- Mossel
- Alikruik
- Noordzeekrab
- Rode paardenanemoon
- Aardbeianemoon
- Wasroos
- Zeeanjelier
- Zwarte bij

## Managementprogramma's
Voor bedreigde diersoorten zijn er in dierentuinen speciale managementprogramma’s opgericht, ook wel EEP’s en ESB’s genoemd. EEP staat voor European Endangered species Program en ESB staat voor European Stud Book. Binnen een EEP worden dieren actief uitgewisseld met andere Europese dierentuinen om de soort in dierentuinen te kunnen behouden en de soortzuiverheid en genetische variëteit van de populatie te kunnen waarborgen. Het ESB is een voorproefje hierop.
AquaZoo Leeuwarden participeert in de EEP’s voor de: Reuzenotter, Witgezichtsaki, IJsbeer, Zuid-Amerikaanses tapir, Gibbon, Tweevingerige luiaard, Geelborstkapucijnaap, Ringstaartmaki, Gordelvari, Rode panda, Vicuña, Moeraswallaby, Rode reuzenkangoeroe, Amoertijger, Chinese kraanvogels, Kroeskoppelikaan, Witnekkraanvogel, Chinese zaagbek, Baers witoogeend, Humboldtpinguïn en Europese moerasschildpad.
Naast het EEP programma participeert AquaZoo ook in het ESB programma voor de: Azara’s agoeti.
AquaZoo is EEP-coördinator van de moeraswallaby.